# Alain Faure
 (novembre 2020).
Pour les articles homonymes, voir Alain Faure (historien) et Faure.
Alain Faure, né le 14 mars 1961 à Moulins (Allier), est un politiste et chercheur, directeur de recherche en science politique au Centre national de la recherche scientifique (CNRS). Il est membre du laboratoire Pacte (Université de Grenoble Alpes - Institut d'études politiques de Grenoble - CNRS).

## Carrière
Après des études en Savoie puis en Isère (collège de La Ravoire, lycées de Vaugelas à Chambéry puis de Stendhal à Grenoble), il entreprend un voyage de huit mois en Amérique du Nord (Canada, États-Unis). Revenu en France, il suit une formation en informatique et devient formateur. De 1983 à 1985, il réalise son service civil en tant qu'objecteur de conscience à la Fédération des Œuvres Laïques de Savoie et au sein de l'association Savoie vivante. Parallèlement, il entreprend un cursus universitaire à l'Institut d'Etudes Politiques de Grenoble conclu en 1986 par un Diplôme d'Etudes Approfondies. Il obtient une allocation de recherche pour un doctorat de science politique et soutient une thèse sur les maires ruraux en mars 1991 (sous la direction du politiste Pierre Muller). Après trois années comme attaché temporaire d'enseignement et de recherche à l'IEP Grenoble, il est recruté comme chargé de recherche au CNRS en 1995 au sein du laboratoire CERAT. Ses travaux portent sur les élites des collectivités locales (élus et fonctionnaires), sur l'évolution de la décentralisation et sur l'analyse des politiques publiques locales. Il réalise trois séjours longs à l'étranger comme chercheur invité, d'abord au Canada en 2001-2002 (à l'INRS Urbanisation – Montréal), ensuite en Italie en 2008-2009 (à l'Université Federico II – Naples), enfin au Japon en 2015-2016 (Tokyo-Osaka). De 2002 à 2013, il dirige le Centre d'Etudes Canadiennes de Grenoble. En 2010, il devient directeur de recherche à PACTE, laboratoire dont il assume la direction adjointe de septembre 2011 à septembre 2014.

### Les énigmes de l'action publique locale
Les recherches consacrées aux collectivités locales en France, au Canada et en Italie ont permis à Alain Faure de contribuer à la théorisation des systèmes politiques locaux et du "métier" d'élu local. Ses enquêtes empiriques ont été menées à différents niveaux (municipalités, coopérations intercommunales, départements, provinces, régions) et sur différentes politiques sectorielles (développement local, culture, action sociale, transports). Elles ont été complétées par le pilotage de grandes rencontres scientifiques, notamment au sein de l'Association française de science politique, permettant des avancées académiques sur différentes thématiques: les référentiels (1995), la subsidiarité (1996), les nouvelles politiques locales (1998), la territorialisation (2004), les changements d'échelles (2008), la différenciation territoriale (2012), les émotions politiques (2015). Ses dernières recherches sont consacrées d'une part au processus de métropolisation de l'action publique et d'autre part à la place des émotions dans l'engagement politique. Il propose sur ce second axe des résultats inédits concernant les événements traumatiques et les rencontres décisives situés dans l'enfance et l'adolescence des futurs élus locaux de premier plan. La piste émotionnelle a été approfondie lors de la recherche en immersion à Naples. La démarche a été présentée lors d'une conférence à la MSH Alpes en avril 2015 (vidéo). Alain Faure a réalisé  une enquête approfondie sur les élus locaux au Japon de décembre 2015 à juin 2016. Il a publié un ouvrage présentant ses différentes enquêtes: Des élus sur le divan. Les passions cachées du pouvoir local (Presses Universitaires de Grenoble, décembre 2016). Le chapitre 4 est spécifiquement consacré aux résultats tirés des entretiens réalisés au Japon.  
Deux articles résument les résultats présentés, l'un en français et l'autre en anglais. À la suite de l'animation d'un atelier au Congrès de l'AFSP avec le politiste Emmanuel Négrier (juillet 2015), il a codirigé un ouvrage collectif intitulé La politique à l'épreuve des émotions rassemblant 25 chercheurs en sciences sociales (2017, Presses Universitaires de Rennes). Il a aussi dirigé L'institut (PUG 2018), ouvrage de 15 nouvelles signées par des écrivains qui ont fait Sciences Po Grenoble. Depuis 2019, il dirige aux PUG la collection Engagement, dont les quatre premiers titres mettent en récit de façon intimiste des parcours politiques ou professionnels (Michel Issindou, Pierre Mansat, Antoine Raymond, Francois Brottes). Depuis 2021, il dirige la collection Empreinte du temps qui a publié des essais sur les trajectoires de vie d'Aristide Bergès et de Jean-Philippe Motte. Il est aussi directeur scientifique de la collection Virus de la recherche, série en ligne initialement centrée sur les défis de la pandémie de la COVID-19  et depuis 2021 centrée sur l'analyse des transformations du monde.

## Ouvrages
- (dir.), 2018, L’Institut – Nouvelles, Presses Universitaires de Grenoble, 320 p.
- avec Négrier E., 2017, La politique à l'épreuve des émotions, Rennes, PUR, 360 p.
- 2016, Des élus sur le divan. Les passions cachées du pouvoir local, Grenoble, PUG, 206 p.
- avec Pelaudeix C. Griffiths R. (dir.), 2012, What holds the Arctic together?, Paris, L’Harmattan, Coll. Logique Politique, 200 p.
- avec Douillet A.-C., Halpern C., Leresche J.-P., 2012, L’action publique locale dans tous ses états. Différenciation et standardisation, Paris, L’Harmattan (coll. Logiques Politiques), 353 p.
- avec Griffiths R. dir., 2008, La société canadienne en débats. What Holds Canada Together ?, L’Harmattan, Grenoble, 220 p.
- avec Leresche J.P., Muller P. & Nahrath S. dir., 2007, Action publique et changements d’échelles : les nouvelles focales du politique, L’Harmattan, Grenoble, 320 p.
- avec Négrier E. dir., 2007, Les politiques publiques à l’épreuve de l’action locale. Critiques de la décentralisation, L’Harmattan, 240 p.
- avec Balme R., Mabileau A. sous la direction de. – Les nouvelles politiques locales. Dynamiques de l’action publique. – Paris : Presses de Sciences Po, septembre 1999, 486 p.
- Le village et la politique. Essai sur les maires ruraux en action. – Paris : L’Harmattan, mai 1992, 224 p. (collection Logiques Politiques)
- avec Muller P., Gerbaux F., – Les entrepreneurs ruraux. Agriculteurs, artisans, commerçants, élus locaux. – Paris : L’Harmattan, janvier 1989, 189 p. (collection Alternatives rurales) (Prix Sully-Olivier de Serres 1990 – Ministère de l’Agriculture)